# Rollandia
Genre
Le genre Rollandia comprend deux espèces d'oiseaux aquatiques appartenant à la famille des Podicipedidae.

## Liste des espèces
D'après la classification de référence (version 14.1, 2024) de l'Union internationale des ornithologues, il y a 2 espèces du genre Rollandia (ordre philogénique) :
- Rollandia rolland (Gaimard, 1823) – Grèbe de Rolland ;
- Rollandia microptera (Gould, 1868) – Grèbe microptère.